# Autódromo Parque Ciudad de General Roca
El Autódromo Parque Ciudad de General Roca se encuentra ubicado en la ciudad de General Roca en el Alto Valle del Río Negro, provincia de Río Negro, Argentina. Es propiedad de la Asociación Volantes de General Roca (A.V.G.R.). Es utilizado habitualmente por el Turismo Competición 2000, Top Race y categorías regionales. Además, el Rally Vuelta de la Manzana del Campeonato Argentino de Rally suele tener su parque de asistencia en el predio, y en algunas ediciones ha recibido una etapa súper especial.

## Ubicación
El autódromo está ubicado desde el centro de General Roca (Río Negro): por la av. Roca al sur, cruzar la Ruta Nacional 22 por la rotonda, a unos dos km sobre la izquierda está el acceso al autódromo.
Por la Ruta Nacional 22 (desde el este o el oeste): al llegar a la rotonda de acceso principal a Gral. Roca doblar hacia el sur, el autódromo está a unos 2 km sobre la izquierda. 

## Circuitos
Es un circuito considerado como trabado y sus trazados son:
- Circuito 1: 2012 m utilizado desde 1983 a 1991
- Circuito 2: 2600 m utilizado desde 1992 a 2005
- Circuito 3: 3625 m utilizado desde 2006 hasta la actualidad + una prolongación de 125 metros más dando una extensión para el supuesto * Circuito 4 de un perímetro aproximado a 3750 metros de cuerda.

## Turismo Competición 2000
| Año  | Piloto                | Automóvil       | Equipo                     |
| ---- | --------------------- | --------------- | -------------------------- |
| 2002 | Juan Manuel Silva     | Honda Civic     | Honda                      |
| 2003 | Juan Manuel Silva     | Honda Civic     | Honda                      |
| 2004 | Christian Ledesma     | Chevrolet Astra | Chevrolet                  |
| 2005 | Juan Manuel Silva     | Honda Civic     | Honda                      |
| 2006 | Gabriel Ponce de León | Ford Focus I    | Ford YPF                   |
| 2007 | Gabriel Ponce de León | Ford Focus I    | Ford YPF                   |
| 2008 | Norberto Fontana      | Toyota Corolla  | Toyota Team Argentina      |
| 2009 | José María López      | Honda Civic     | Honda Petrobras            |
| 2010 | Mariano Altuna        | Honda Civic     | Honda Petrobras            |
| 2011 | Juan Manuel Silva     | Ford Focus II   | YPF Ford - HAZ Racing Team |

Nota: solamente se incluyen los ganadores desde 2000.

## Súper TC 2000 en General Roca
| Año  | Piloto           | Automóvil       | Equipo                       |
| ---- | ---------------- | --------------- | ---------------------------- |
| 2012 | José María López | Ford Focus II   | PSG16 Team                   |
| 2013 | Agustín Canapino | Chevrolet Cruze | Equipo Oficial Chevrolet YPF |
| 2015 | Leonel Pernía    | Renault Fluence | Renault Sport                |
| 2016 | Matías Rossi     | Toyota Corolla  | Toyota Team Argentina        |
| 2016 | Matías Rossi     | Toyota Corolla  | Toyota Team Argentina        |

- Datos: Q4827233